# Barkarby handelsplats

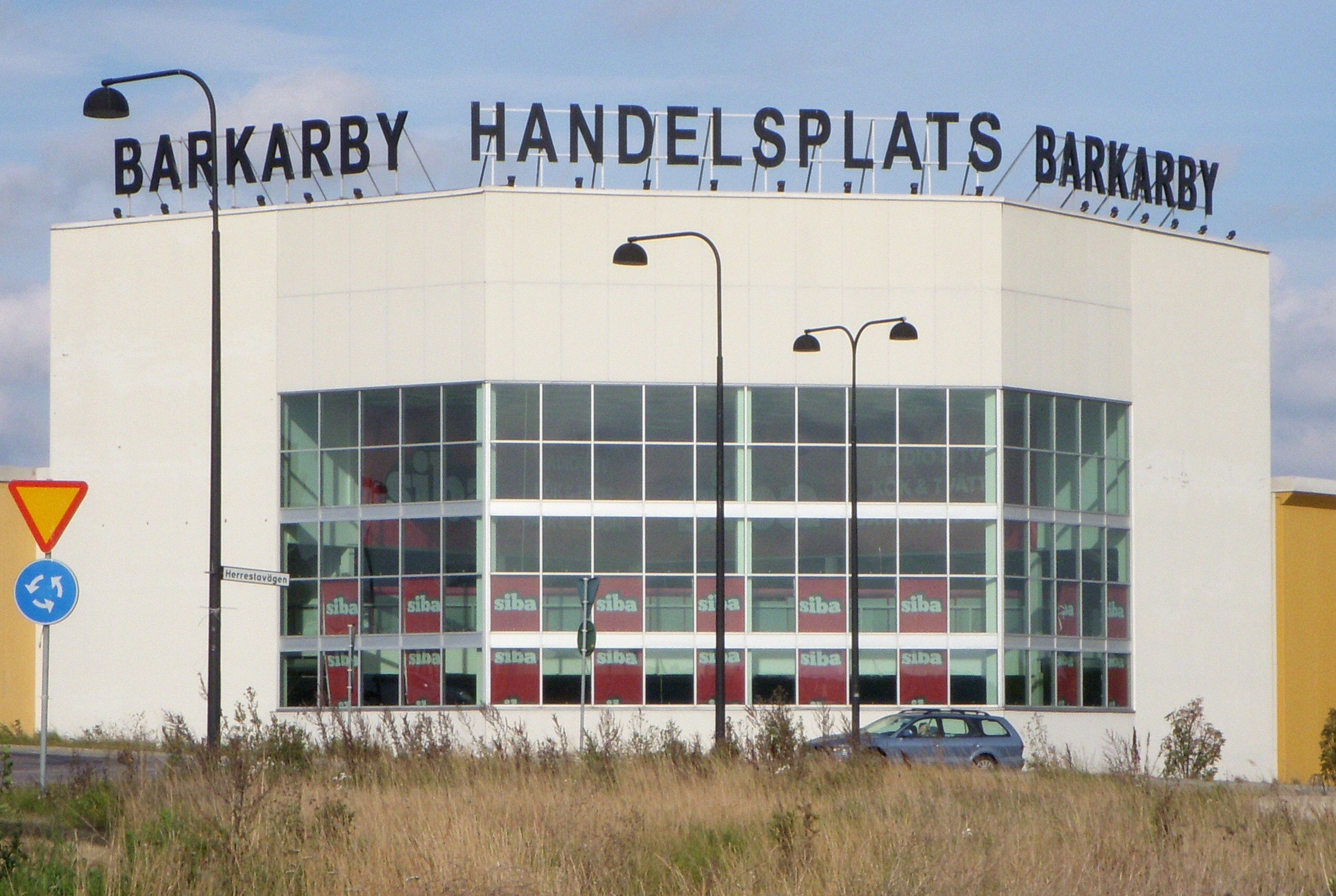
Barkarby handelsplats 2010.

Barkarby handelsplats är ett köpcentrum i Barkarby i kommundelen Barkarby-Skälby i Järfälla kommun norr om Stockholm vid motorvägen E18. Handelsplatsen öppnade 1994 och har senare byggts ut ett antal gånger. Idag finns över 80 butiker. Bland annat finns här ett Ikea-varuhus och Stockholm Quality Outlet som är en stormarknad för fabriksförsäljning. Andra representerade butikskedjor är till exempel Bauhaus, Plantagen, Mio möbler och Elgiganten.
Tidningen Fastighetsvärlden listade i november 2017 Barkarby handelsplats som Sveriges tredje största handelsplats med en omsättning på 5,8 miljarder kronor år 2016 och en butiksyta på totalt 132 000 kvadratmeter.
År 2014 listade HUI Research Barkarby handelsplats som Sveriges näst största handelsplats, efter Kungens kurva. Under 2015 gick enligt HUI Researchs mätning Gekås förbi Barkarby handelsplats som den näst största handelsplatsen efter Kungens kurva.

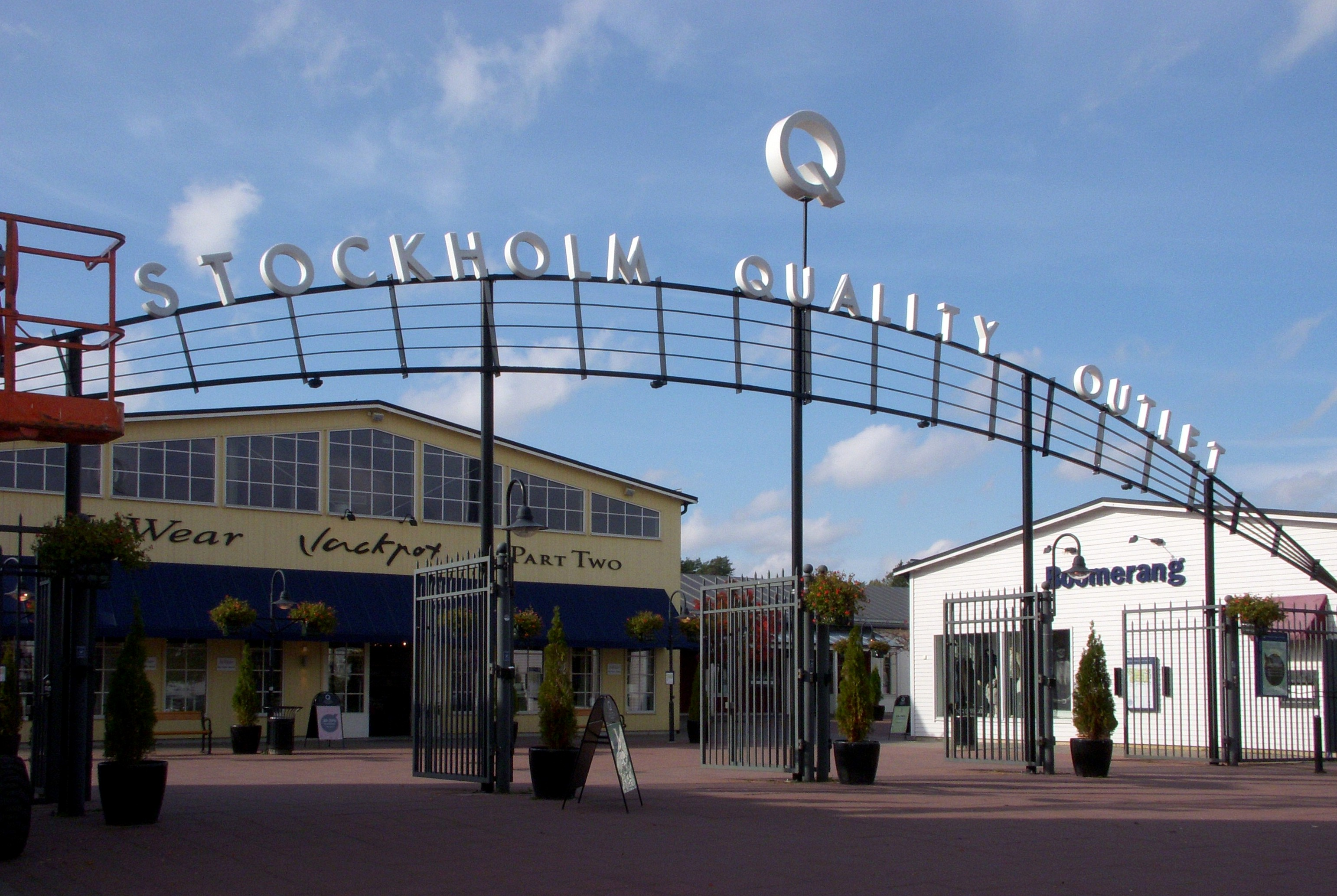
Stockholm Quality Outlet i Barkarby.